# Delta-S 128
Delta-S 128 (rusky Дельта-С 128) je počítač z řady počítačů Delta-S kompatibilních s počítači Sinclair ZX Spectrum. Počítač Delta-S 128 je variantou počítače Sinclair ZX Spectrum 128K+.
Počítač byl vyráběn od roku 1990. Jako zobrazovací zařízení je možné připojit jak televizor tak RGB monitor. Počítač je založen na obvodu КБ01ВГ1-2. Počítač není sám o osobě vybaven hudebním čipem AY-3-8912, tento čip je obsažen v disketovém řadiči, který se k počítači připojuje jako samostatné zařízení.

## Technické informace
- procesor: Z80, 7 MHz,
- paměť RAM: 128 KiB,[5]
- paměť ROM: 32 KiB,[5]
- interface pro Kempston joystick a Sinclair joystick.[6]